# Calvagese della Riviera
Calvagese della Riviera (lombardul: Calvagés vagy Calvazés) település Olaszországban, Lombardia régióban, Brescia megyében. Lakosainak száma 3666 fő (2023. január 1.). Calvagese della Riviera Bedizzole, Lonato del Garda, Muscoline, Padenghe sul Garda, Polpenazze del Garda, Prevalle és Soiano del Lago községekkel határos.

## Népesség
A település népessége az elmúlt években az alábbi módon változott:
| Lakosok száma | 3569 | 3566 | 3666 |
|               | 2017 | 2018 | 2023 |